# 方惠萍
方惠萍（1957年9月23日—），女，汉族，浙江宁波人，中华人民共和国政治人物，曾任上海市工商局局长、党委书记，中共闸北区委书记，曾任上海市政协副主席、党组副书记。